# Abschnittsbefestigung Höresham
Die  Abschnittsbefestigung Höresham  liegt auf der  „Gunzinger Leite“ 300 m westlich des Weilers Höresham, eines Gemeindeteils der Gemeinde Burgkirchen an der Alz im Landkreis Altötting in Bayern. Die Anlage wird als Bodendenkmal unter der Aktennummer D-1-7842-0014 als „Burgstall des hohen Mittelalters“ geführt.
Von der ehemaligen Burganlage sind Wall- und Grabenreste erhalten. 750 m östlich davon liegt eine „verebnete Viereckschanze der späten Latènezeit“, Aktennummer D-1-7842-0010, sowie 500 m nordöstlich eine „Villa rustica der römischen Kaiserzeit“, Aktennummer D-1-7842-0034.